# Diellza Kolgeci
Diellza Kolgeci, född den 23 januari 1979 i Pristina i Kosovo, är en albansk fotomodell och sångerska. 
1996 utsågs Kolgeci till Miss Kosovo. 2002 deltog hon i Polifest med låten "Ku mbetën ëndërrat". 2007 var hon nominerad i Video Fest Muzikorë för låten "Si Kleopatra". Hon har även deltagit i Apartamenti 2XL. I december 2013 meddelades det att hon skulle vara värd för Festivali i Këngës 52 tillsammans med Enkel Demi. 10 dagar innan tävlingarnas början hoppade hon av uppdraget efter ett bråk med direktören Martin Leka.